# Dendragapus fuliginosus
Dendragapus fuliginosus là một loài chim trong họ Phasianidae.

## Hình ảnh

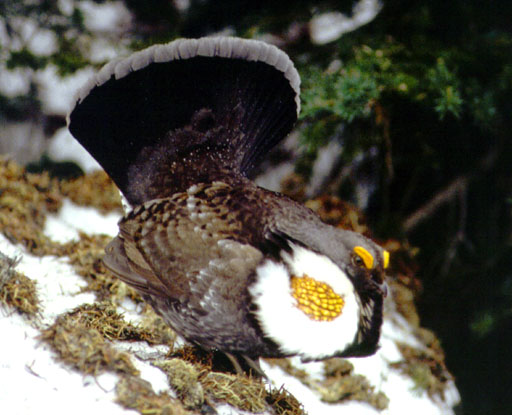
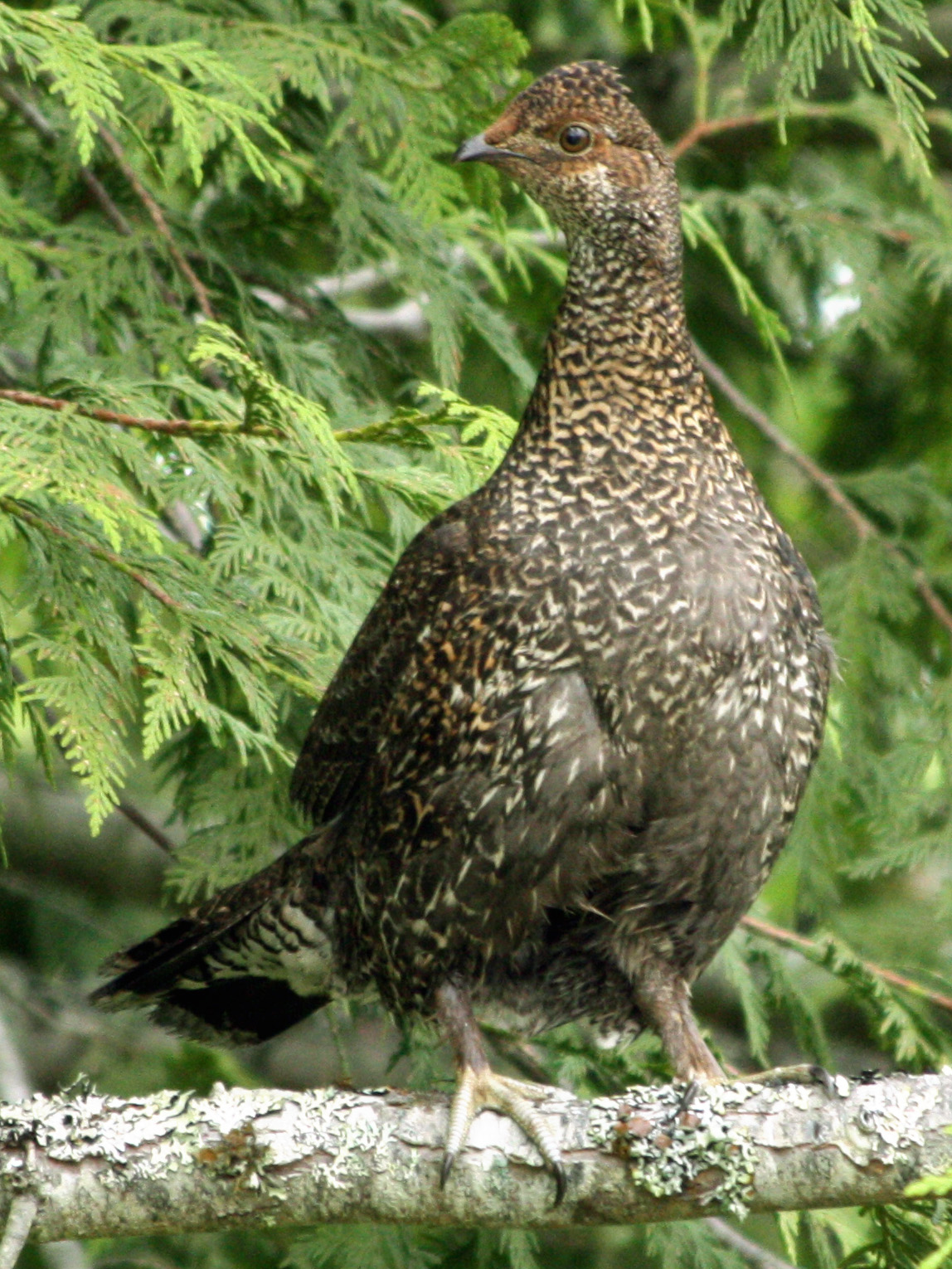
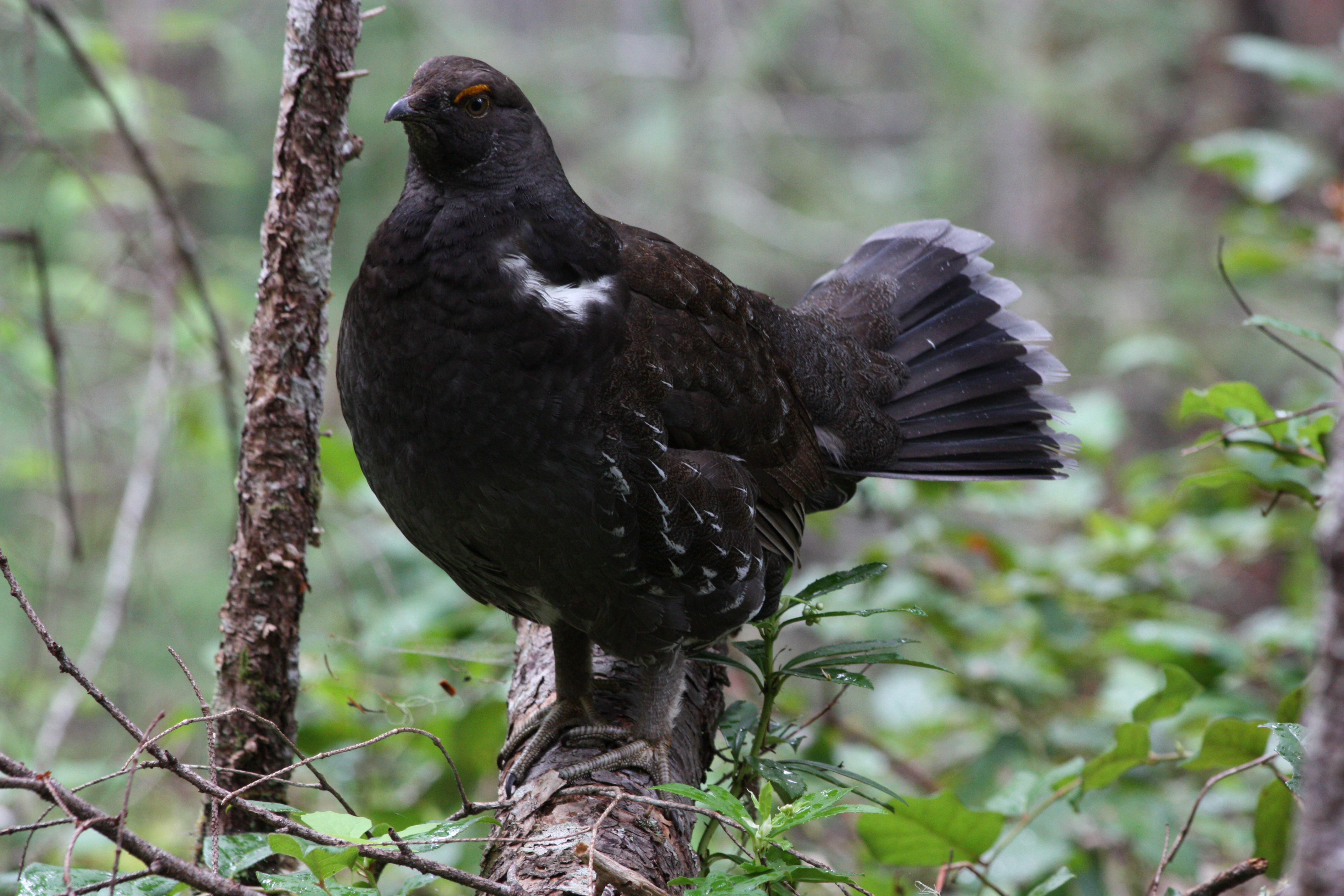